# Château de la Grivelière
Le château de la Grivelière est un château français situé près du bourg de La Baroche-Gondouin, en Mayenne et la région des Pays de la Loire.

## Désignation
- « La Grivelière », ferme et logis (Carte de Cassini).

## Histoire
L'abbé Angot décrit le logis au XIXe siècle comme « entouré d'un vaste parc sillonné de canaux, traversé par une longue allée d'arbres verts » ainsi qu'« une longue allée, plantée d'arbres verts, relie les deux châteaux alliés de la Grivelière  et de la Drouardière ».
Sur la cheminée du logis, inscription latine de 1609, au nom de François Rioul, curé de la Baroche-Gondouin. Gabriel Sallard, marchand à la Baroche-Gondouin, y acquiert[Quoi ?], 1768, 1782.
La maison du fermier est du XVe siècle. L'abbé Angot indique qu'un bloc d'une roche étrangère au pays y a été déterrée et peut avoir appartenu à un monument mégalithique. Le 3 vendémiaire an III, a lieu la vente d'un bordage de la Grivelière, estimé 17.000 ₶[Quoi ?] et appartenant à la cure. Une closerie est vendue par Pierre Paucton, menuisier à Niort, à Alexis du Bois, seigneur de la Drouardière.

### Sources et bibliographie
- « Château de la Grivelière », dans Alphonse-Victor Angot et Ferdinand Gaugain, Dictionnaire historique, topographique et biographique de la Mayenne, Laval, A. Goupil, 1900-1910 [détail des éditions] (BNF 34106789, présentation en ligne)